# 도솔산 최후의 날
《도솔산 최후의 날》은 1977년에 개봉한 대한민국의 영화이다.

## 캐스팅
- 황해
- 장혁
- 진봉진
- 김천만